# Đorđe Perišić
Pour les articles homonymes, voir Perisic.
Đorđe Perišić (né le 6 mai 1941 à Kotor) est un joueur de water-polo yougoslave (monténégrin), champion olympique en 1968.
- CIO
- Olympedia
- World Aquatics